# Friedrich von Schorlemer (Politiker, 1842)
Friedrich Wilhelm Hubert Freiherr von Schorlemer (* 2. Juni 1842 in Overhagen; † 12. Juni 1921 ebenda) war ein deutscher Rittergutsbesitzer und Politiker (Zentrum) aus dem Adelsgeschlecht Schorlemer.

## Leben
Freiherr von Schorlemer entstammte dem urwestfälischen katholischen Adelsgeschlecht Schorlemer und wurde 1842 als ältester Sohn des deutschen Politikers Friedrich Clemens Freiherr von Schorlemer (1815–1885) und der Freiin Ferdinandine von Fürstenberg (1819–1889), Tochter Franz Egon Freiherr von Fürstenberg (1789–1832), in Overhagen geboren.
Von Schorlemer, der katholischer Konfession war, war Rittergutsbesitzer und wurde zum Kammerherrn ernannt. Er war 1901 bis 1918 für den Wahlkreis Lippstadt Abgeordneter im Provinziallandtag der Provinz Westfalen.